# (7578) Georgböhm
7578 Georgbohm (1990 SP7) – planetoida z pasa głównego asteroid okrążająca Słońce w ciągu 4,67 lat w średniej odległości 2,79 j.a. Odkryta 22 września 1990 roku.